# Сорочинка (Щёкинский район)
Сорочинка — деревня в Щёкинском районе Тульской области России.
В рамках административно-территориального устройства относится к Сорочинской сельской администрации Щёкинского района, в рамках организации местного самоуправления является центром сельского поселения Лазаревское.
В деревне родился Герой Советского Союза Семён Семёнович Куприянов.

## География
Расположена в 20 км к юго-западу от железнодорожной станции города Щёкино.

## Население
| 2002 | 2010 |
| ---- | ---- |
| 487  | ↘418 |